# Polo Farmacoquímico e de Biotecnologia
O Polo Farmacoquímico e de Biotecnologia está localizado no município de Goiana, Pernambuco à 5 km da sede municipal, sendo o primeiro do tipo no Brasil. Foi criado por lei no ano de 2006, segundo a qual é administrado pela AD/DIPER, ocupando uma área de 345,370 hectares às margens da BR-101. A localização estratégica de Goiana, que possui 6,5 milhões de pessoas num raio de 100 km, praticamente equidistante de Recife (PE) e João Pessoa (PB), facilitou a escolha do local para o polo.

## Empresas[3]
- LAFEPE - Laboratório Farmacêutico do Estado de Pernambuco;
- Hemobrás - Fábrica de hemoderivados;
- União Química - insumos para a industria farmoquímica;
- Riff Laboratório Farmacêutico - soros;
- Ionquímica - insumos para a industria farmoquímica;
- AC Diagnósticos - fabricantes de kits de imunologia;
- Multilab - fábrica de remédios e similares;
- Inbesa - cosméticos;
- Hair Fly - cosméticos;
- Multisaúde - medicamentos homeopáticos;
- Vita Derm - cosméticos.

### Hemobrás
As instalações da fábrica de hemoderivados (Hemobrás) em Goiana iniciaram no começo de 2009. A previsão é que os 19 blocos da fábrica estejam concluídos até o primeiro semestre de 2012, mas a fábrica só começaria a funcionar em 2014. A demora na implantação e nas obras foi provocada por questões burocráticas e civis, mas a área destinada à fábrica já está em obras avançadas .